# Bankrun

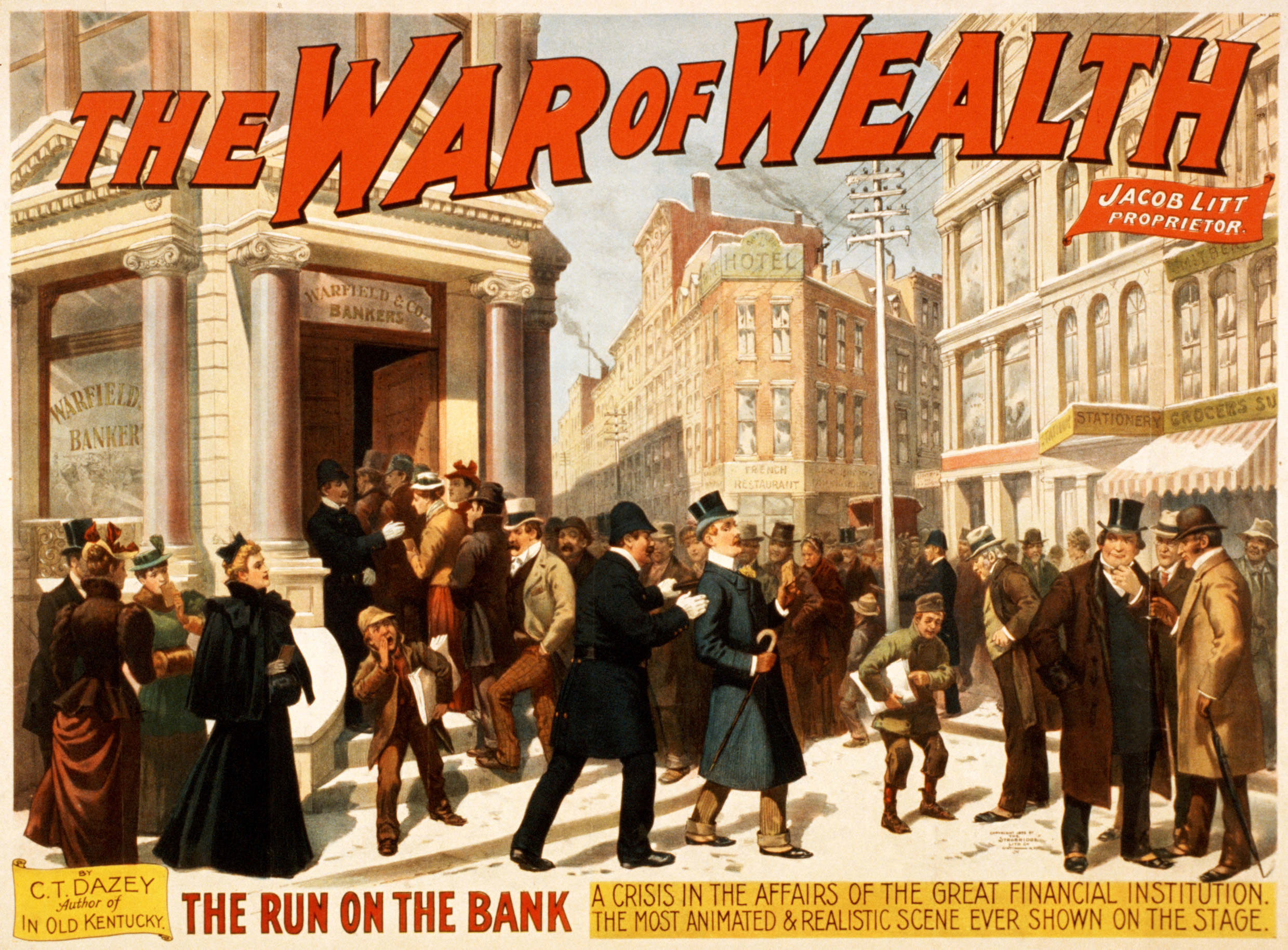
Poster voor het Broadway melodrama The War of Wealth uit 1896, waarin een typische 19e-eeuwse bankrun in de VS verbeeld wordt

Een bankrun (ook wel run op de bank of bankstormloop genoemd) is het verschijnsel dat zeer veel rekeninghouders bij een bank tegelijkertijd al hun spaargeld (willen) opnemen, waardoor voor de bank een acuut liquiditeitsprobleem ontstaat. Een run op de bank leidt vaak tot lange rijen mensen voor de loketten die hun geld proberen op te nemen. Het is echter ook goed mogelijk dat de mensen online hun geld proberen over te boeken naar een andere bank. Dit leidt dan vaak tot overbelasting van de site van de bank. Soms gaat een bankrun gepaard met paniekachtige taferelen of zelfs agressie, waardoor de bank de hulp van de beveiliging of zelfs de politie moet inroepen.

## Oorzaak
Een bankrun kan ontstaan als veel rekeninghouders of investeerders - al dan niet terecht - vermoeden dat hun bank op het punt staat failliet te gaan. Wanneer dit het geval is zijn zij namelijk in principe slechts concurrente schuldeisers en blijft er na betaling van de bevoorrechte schulden vaak minder geld over. Het gerucht versterkt zich doordat de media aandacht aan de run geven of doordat de run opvalt door lange rijen voor de bankkantoren, zodat nog meer mensen verontrust worden en hun geld opnemen.
Een bank die financieel gezond is kan ook ernstig in de problemen komen als een bankrun optreedt. Vaak is er onvoldoende geld in kas beschikbaar om in een keer al het geld terug te betalen, omdat het geld is uitgeleend in de vorm van kredieten of geïnvesteerd in projecten. Bovendien kan de run ertoe leiden dat er uiteindelijk te weinig werkkapitaal overblijft. Los daarvan is een bankrun zeer slecht voor de reputatie van de bank, waardoor ook andere banken geen zaken meer met de bank willen doen. Bij beursgenoteerde banken zal de aandelenkoers sterk dalen. Het gerucht dat de bankrun veroorzaakt is hierdoor een self-fulfilling prophecy: naarmate de run voortduurt wordt de kans groter dat de bank daadwerkelijk failliet gaat.
Soortgelijke verschijnselen kunnen ontstaan wanneer geruchten de kop opsteken dat een onderneming er financieel slecht voorstaat: wederpartijen weigeren zaken te doen of krediet te geven, banken draaien de geldkraan dicht, de aandelenkoers daalt sterk, en personeel stapt over naar een andere werkgever. Ook hier kan dit de onderneming in ernstige financiële problemen brengen, ook als het gerucht onjuist is.

### Speltheorie
Speltheoretisch is sprake van een zogenaamd coördinatiespel waarbij er twee Nash-equilibria bestaan: een 'gewenst' en een 'ongewenst' equilibruim. Beide equilibria zijn, gegeven de situatie en de respons van andere spelers (rekeninghouders), de best mogelijke responsen, waardoor de situatie zelfversterkend is. Wanneer iedereen zijn geld op de bank houdt, is er meestal niets aan de hand en blijft de bank gewoon in bedrijf. Het geld op de bank houden is in dit geval de beste respons, want dan vangt men rente en is het geld veilig. Voor iedereen is dit de beste respons dus er is een Nash-equilibruim. Echter, wanneer er paniek uitbreekt wordt het evenwicht verstoord. Wanneer de bank in de problemen raakt, al dan niet door de bankrun zelf, zal de beste respons opname van het geld zijn, omdat men dan ondanks het feit dat iedereen hetzelfde doet en de problemen versterkt, tenminste nog een klein kansje heeft het geld terug te krijgen. De spelsituatie 'klapt om' van het 'gewenste' naar het 'ongewenste' Nash-evenwicht. De uitkomstenmatrix volgt hieronder:
|                                       | Ik hou mijn geld op de bank                        | Ik neem mijn geld op                                          |
| ------------------------------------- | -------------------------------------------------- | ------------------------------------------------------------- |
| De anderen houden hun geld op de bank | De bank blijft solvent; er is niets aan de hand    | Ik heb mijn geld terug                                        |
| De anderen nemen hun geld op          | De bank gaat failliet, iedereen verliest zijn geld | De bank gaat failliet, kleine kans mijn geld terug te krijgen |

## Preventie
Er bestaan verschillende manieren waarop bankruns kunnen worden voorkomen of tegengehouden.
- De bank moet een liquiditeitsreserve aanhouden zodat er een zekere buffer is, deze buffers zijn sinds de kredietcrisis verhoogd.
- Een centrale bank kan liquiditeitssteun verstrekken, in de volksmond 'ligt de bank aan het infuus'. De centrale bank zal geld verstrekken in ruil voor zekerheden, bijvoorbeeld staatobligaties, en alleen als de bank op langere termijn in staat wordt geacht aan de verplichtingen te voldoen (solvabel is).
- Om de kans op een bankrun te verkleinen is een depositogarantiestelsel ingesteld, dit garandeert dat spaarders hun tegoeden (tot een bepaald maximum) terugkrijgen bij een faillissement van een bank.
- Transparantie zorgt ervoor dat rekeninghouders, andere banken en obligatie- en aandeelhouders beter weten hoe de toestand is en niet in paniek raken.
- De bank kan andere producten dan rekening-courant aanbieden waarbij klanten zich contractueel verplichten het spaargeld langere tijd aan de bank ter beschikking te stellen, zoals een termijndeposito.
- De bank kan voorkomen dat bepaalde geruchten uitlekken.
- De bank kan onttrekkingen aan de rekeningen (tijdelijk) bevriezen. Een dreigement van de kant van de bank om dit te doen is soms voldoende om de run te stoppen, maar een dergelijk dreigement kan geruchten dat de bank in moeilijkheden verkeert ook juist voeden.
- De bank zelf kan overeind gehouden worden met een reddings- of saneringsplan, bijvoorbeeld door het opkopen van de slechte assets door een asset management company.

## Enkele voorbeelden

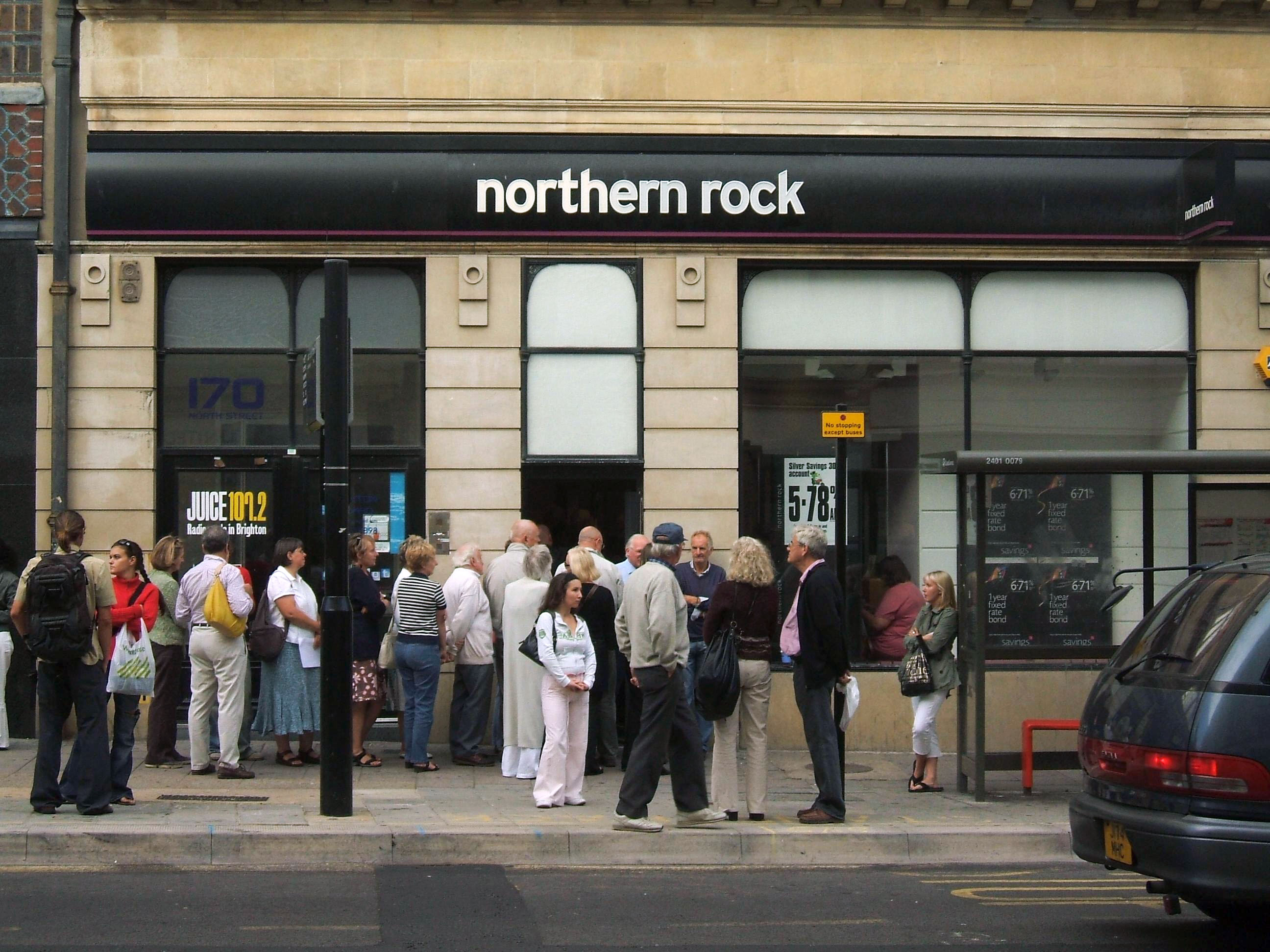
Bankrun op de Britse Northern Rock Bank in 2007

### Northern Rock Bank (2007)
Op 14 september 2007 werd bekend dat de Engelse bank noodkredieten had aangevraagd bij de Bank of England. De spaarders bij de bank raakten in paniek en besloten hun spaargeld op te halen met grote rijen voor de kantoren tot gevolg. Het was de eerste bankrun in het land in de afgelopen 150 jaar. Op de beurs daalde de koers van het aandeel met 30% die dag.

### DSB-bank (2009)
Op 1 oktober 2009 deed Pieter Lakeman een oproep om alle spaartegoeden van DSB Bank op te nemen. In 10 dagen werd vervolgens ruim 600 miljoen euro opgenomen door verontruste rekeninghouders. Uiteindelijk leidde de bankrun tot een noodregeling op verzoek van De Nederlandsche Bank. Op 19 oktober 2009 ging de bank inderdaad failliet, dit was volgens Lakeman onontkoombaar en daarom vond hij het nodig alle spaarders te waarschuwen.

### Cyprus betalingsverkeer (2013)
Op 17 maart 2013 werd op bevel van Panicos Demetriades, de president van de Centrale Bank van Cyprus, het betalingsverkeer op Cyprus stilgelegd. Aanleiding was een reddingspakket voor Cyprus waartoe de leiders van de eurozone besloten. Spaarders zouden flink mee moeten gaan betalen aan het reddingspakket. Daardoor kwam er een bankrun op gang. Honderden mensen probeerden hun rekening leeg te halen. Zie ook akkoord over steunpakket Cyprus.

### First Republic Bank (2023)
Spaarders bij de Amerikaanse First Republic Bank haalden in april zo'n US$ 100 miljard op van hun spaarrekening. Dit was ruim de helft van alle spaartegoeden die bij de bank waren ingelegd. De paniek was ontstaan nadat twee andere banken, Silicon Valley Bank en Signature Bank, waren omgevallen. First Republic kreeg van andere banken liquiditeitssteun ter waarde van US$ 30 miljard, maar dit was onvoldoende. De bank gaf ook aan in de kosten te snijden door een kwart van het personeel te ontslaan en het spaar- en kredietbeleid te wijzigen. De aandelenkoers stond fors onder druk, per 31 december 2022 was de marktkapitalisatie nog US$ 22 miljard, maar op 1 april 2023 was dat gedaald naar US$ 2,6 miljard. De Federal Deposit Insurance Corporation nam de bank over en First Republic werd op 1 mei 2023 gekocht door JP Morgan Chase.